# West Adelaide SC
West Adelaide SC is een voormalige Australische voetbalclub uit Adelaide in de staat Zuid-Australië. De club speelde in e National Soccer League. Het thuisstadion van West Adelaide SC was het Hindmarsh Stadium, dat een capaciteit van 16.500 plaatsen heeft.

## Geschiedenis
De club werd in 1961 opgericht als West Adelaide Hellas met de Griekse gemeenschap van Adelaide als belangrijkste supportersgroep. De club won zes kampioenschappen in de South Australian First Division, waarna West Adelaide Hellas van 1977 tot 1999 in de National Soccer League speelde. De club werd in 1978 kampioen. Begin jaren negentig veranderde de clubnaam in West Adelaide Sharks, aangezien de Australische voetbalbond etnische namen van voetbalclubs verbood. Later veranderde de clubnaam opnieuw tot het uiteindelijke West Adelaide Soccer Club. Na afloop van het seizoen 1998/1999 werd de club opgeheven vanwege financiële problemen en teruglopende sportieve prestaties.

## Bekende spelers
- Paul Agostino
- Ross Aloisi
- Stan Lazaridis